# Grisbi
Grisbi — свободная программа персонального финансового учёта, которая работает под управлением операционных систем Linux, FreeBSD, Mac OS X и Microsoft Windows. Программа позволяет оперировать с несколькими счетами, несколькими валютами и позволяет вести учёт для нескольких пользователей. Позволяет учитывать расходы, доходы, разбиение на различные категории, учёт финансового года и некоторые особенности, делающие её подходящей для использования учёта в малом бизнесе, за исключением двойной записи бухгалтерского учёта. Локализация выполнена на многие языки, в том числе и на русский.

## Функциональные возможности
- Графический интерфейс пользователя;
- Работа с несколькими пользовательскими счетами;
- Настраиваемые финансовые отчёты;
- Транзакции по расписанию;
- Импорт файлов OFX, QIF, GnuCash, CSV (в версии для разработчиков);
- Экспорт в файлы QIF, CSV ;
- Многовалютный учёт.

## Разработка
Первая версия программы (0.1.0) была выпущена 10 апреля 2000 года. Программа написана на Си.